# Schnalstal
Het Schnalstal (Italiaans: Val Senales) is een dal in het Italiaanse Zuid-Tirol. Het is een zijdal van de Vinschgau, van waaruit het zich in noordwestelijke richting uitbreidt. Na een smalle toegang tot het dal gaat het dan gauw steil bergop. Aan het begin van het dal staat het Schloss Juval, privébezit van de beroemde bergbeklimmer Reinhold Messner.
Door het dal stroomt de Schnalser Bach, die in het hoger gelegen deel van het dal wordt opgestuwd tot het Vernagtstuwmeer. Het Schnalstal kenmerkt zich door de grote contrasten. Onder in het dal zijn het klimaat en de vegetatie geschikt voor appelboomgaarden en wijnbouw, aan het einde van het dal liggen hoogalpiene gletsjers.
Het Schnalstal is verdeeld tussen de Zuid-Tiroler gemeenten Naturns en Schnals. Een deel van het dal behoort tot het Naturpark Texelgruppe. Het vormt dan ook de westelijke grens van de Texelgroep van de Ötztaler Alpen. Ten westen van het Schnalstal ligt de Salurnkam. In het noorden ligt de Schnalskam.
Aan het einde van het dal ligt het wintersportoord Kurzras, dat een van de oudste en grootste stoeltjesliftinstallaties van Zuid-Tirol bezit, de Schnalstaler Gletscherbahnen. Het skigebied Schnalstal, onderdeel van de Ortler Skiarena, heeft meer dan 35 kilometer piste en reikt van 2011 tot 3212 meter hoogte. Het liftstation dat hier in juli 1975 werd geopend is het hoogstgelegen station in Zuid-Tirol. Skiën in de gletsjerskigebieden die aan het eind van het dal aanwezig zijn is het hele jaar mogelijk.
Voor zomertoeristen bestaat een uitgebreid netwerk van wandelpaden, leidend van het Vernagststuwmeer naar de Similaunhütte (3019 meter), vanuit Kurzras naar de berghut Schöne Aussicht (Rifugio Bella Vista, 2842 meter) en door het Pfossental, een slechts deels berijdbaar zijdal van het Schnalstal.
In 1991 werd Ötzi de mummie aan het eind van het Schnalstal, boven op de Hauslabjoch, gevonden. In de gemeente ligt het ArcheoParc Schnalstal Val Senales dat aan de vondst is gewijd.

## Trivia
- In 1995 werd in het Schnalstal (Kurzras) een aflevering van Blij dat ik Glij, een onderdeel van Te land, ter zee en in de lucht, opgenomen. Deze aflevering leverde echter enorme ongelukken op door gladheid.